# Come dopo la pioggia
Come dopo la pioggia (恋は雨上がりのように?, Koi wa ameagari no yō ni, lett. "L'amore è come dopo la pioggia") è un manga scritto e disegnato da Jun Mayuzuki, edito da Shogakukan dal 27 giugno 2014 al 19 marzo 2018. Un adattamento anime, prodotto da Wit Studio, è stato trasmesso nel contenitore noitaminA di Fuji TV tra l'11 gennaio e il 29 marzo 2018. In Italia il manga è stato acquistato da Star Comics.

## Media

### Manga
Il manga, scritto e disegnato da Jun Mayuzuki, dopo essere stato serializzato sulla rivista Monthly Big Comic Spirits di Shogakukan dal 27 giugno 2014, ha proseguito la serializzazione sulla rivista Weekly Big Comic Spirits dello stesso editore dal 18 gennaio 2016 al 19 marzo 2018 con 82 capitoli. Il primo volume tankōbon è stato pubblicato il 9 gennaio 2015, mentre il decimo e ultimo il 27 aprile 2018. In Italia la serie è stata annunciata al Cartoomics 2017 da Star Comics e pubblicata da giugno 2017.

#### Volumi
| 1  | 9 gennaio 2015                                            | ISBN 978-4-09-186728-5 | 14 giugno 2017   | ISBN 978-88-226-0537-5 |
| 1  | Capitoli - Capitoli 1-8                                   |                        |                  |                        |
| 2  | 10 aprile 2015                                            | ISBN 978-4-09-186868-8 | 9 agosto 2017    | ISBN 978-88-226-0660-0 |
| 2  | Capitoli - Capitoli 9-16                                  |                        |                  |                        |
| 3  | 11 settembre 2015                                         | ISBN 978-4-09-187200-5 | 11 ottobre 2017  | ISBN 978-88-226-0731-7 |
| 3  | Capitoli - Capitoli 17-24                                 |                        |                  |                        |
| 4  | 12 gennaio 2016                                           | ISBN 978-4-09-187417-7 | 6 dicembre 2017  | ISBN 978-88-226-0794-2 |
| 4  | Capitoli - Capitoli 25-32                                 |                        |                  |                        |
| 5  | 10 giugno 2016                                            | ISBN 978-4-09-187629-4 | 7 febbraio 2018  | ISBN 978-88-226-0882-6 |
| 5  | Capitoli - Capitoli 33-40                                 |                        |                  |                        |
| 6  | 12 ottobre 2016                                           | ISBN 978-4-09-187798-7 | 11 aprile 2018   | ISBN 978-88-226-0976-2 |
| 6  | Capitoli - Capitoli 41-48                                 |                        |                  |                        |
| 7  | 10 marzo 2017                                             | ISBN 978-4-09-189389-5 | 13 giugno 2018   | ISBN 978-88-226-1027-0 |
| 7  | Capitoli - Capitoli 49-56                                 |                        |                  |                        |
| 8  | 12 luglio 2017                                            | ISBN 978-4-09-189546-2 | 8 agosto 2018    | ISBN 978-88-226-1116-1 |
| 8  | Capitoli - Capitoli 57-64                                 |                        |                  |                        |
| 9  | 10 novembre 2017                                          | ISBN 978-4-09-189656-8 | 7 novembre 2018  | ISBN 978-88-226-1217-5 |
| 9  | Capitoli - Capitoli 65-73                                 |                        |                  |                        |
| 10 | 27 aprile 2018                                            | ISBN 978-4-09-189793-0 | 12 dicembre 2018 | ISBN 978-88-226-1200-7 |
| 10 | Capitoli - Capitoli 74-81 - Capitolo finale - Conclusione |                        |                  |                        |

### Anime
Annunciato il 6 marzo 2017 sul Monthly Big Comic Spirits di Shogakukan, un adattamento anime di dodici episodi, prodotto da Wit Studio e diretto da Ayumu Watanabe, è andato in onda dall'11 gennaio al 29 marzo 2018. La composizione della serie è stata affidata a Deko Akao, mentre la colonna sonora è stata composta da Ryō Yoshimata. Le sigle di apertura e chiusura sono rispettivamente Nostalgic Rainfall (ノスタルジックレインフォール?, Nosutarujikku Reinfōru) di CHiCO with HoneyWorks e Ref:rain di Aimer. Dentro e fuori il Giappone gli episodi sono stati trasmessi in streaming in simulcast, anche coi sottotitoli in lingua italiana col titolo Dopo la pioggia, da Amazon su Amazon Video.

#### Episodi
| Nº | Titolo italiano Giapponese 「Kanji」 - Rōmaji | In onda          | In onda |
| Nº | Titolo italiano Giapponese 「Kanji」 - Rōmaji | Giapponese       |         |
| 1  | Il suono della pioggia 「雨音」 - Amaoto | 11 gennaio 2018  |         |
| 1  | Akira Tachibana si innamora del manager del ristorante dove lavora part-time, Masami Kondo, un uomo di 45 anni divorziato e un po' trasandato. |                  |         |
| 2  | Gocce di pioggia su foglie verdi 「青葉雨」 - Aobaame | 18 gennaio 2018  |         |
| 2  | Per riportare il cellulare dimenticato da un cliente, Tachibana lo raggiunge correndo. Però la sua ferita alla caviglia torna a farle male, così Kondo la accompagna alla clinica. |                  |         |
| 3  | Pioggia di lacrime 「雨雫」 - Ameshizuku | 25 gennaio 2018  |         |
| 3  | Tachibana dichiara il suo amore a Kondo sotto la pioggia. Quest'ultimo non le risponde, proponendole di cercarsi un altro amore, ma per un fraintendimento le promette un appuntamento. |                  |         |
| 4  | Pioggia gentile 「青葉雨」 - Sozoroame | 1º febbraio 2018 |         |
| 4  | Ryosuke Kase, chef del locale in cui lavora Tachibana, viene a sapere dell'interesse della ragazza nei confronti di Kondo ed è disposto a mantenere il segreto in cambio di un appuntamento, che si rivelerà essere molto poco romantico. Anche l'appuntamento di Tachibana e Kondo non sembra andare nel migliore dei modi. |                  |         |
| 5  | Il profumo della pioggia 「香雨」 - Kōu | 8 febbraio 2018  |         |
| 5  | Yuto Kondo regala a suo padre un criceto. Grazie all'animaletto, Kondo adesso parla di più con i suoi colleghi, ma Tachibana è gelosa. |                  |         |
| 6  | Buona pioggia 「沙雨」 - Sazame | 15 febbraio 2018 |         |
| 6  | Kondo e Tachibana si incontrano in biblioteca e la ragazza vorrebbe conoscere i suoi gusti letterari... |                  |         |
| 7  | Pioggia pesante 「迅雨」 - Jin'u | 22 febbraio 2018 |         |
| 7  | Durante un discorso in una pausa pranzo, Kondo fa notare ad Tachibana che lei non sa niente sulla sua vita; la ragazza ci rimane male. Pochi giorni dopo, il direttore si ammala e Tachibana passa a fargli visita a casa sua. I due cominciano a parlare e riprendono il discorso dell'altro giorno. Intanto le circostanze e l'atmosfera romantiche suggeriscono all'istinto di entrambi un tenero abbraccio. |                  |         |
| 8  | Pioggia silenziosa 「静雨」 - Seiu | 1º marzo 2018    |         |
| 8  | Il direttore aiuta Tachibana nei suoi compiti di letteratura. Entrambi provano a immedesimarsi nel personaggio del racconto. |                  |         |
| 9  | Pioggia di dolore 「愁雨」 - Shūu | 8 marzo 2018     |         |
| 9  | Tachibana e Haruka Kyan, compagne di scuola e accomunate dalla passione per l'atletica, escono insieme dopo tanto tempo ma hanno difficoltà a riallacciare i rapporti. Il direttore incontra un suo ex compagno dell'università, Chihiro Kujo, e parlano del loro passato e del loro passatempo in comune: la scrittura. Tachibana si confida con il direttore in una notte di Superluna, che le racconta del suo rapporto con Chihiro. Tachibana capisce che i momenti che ha passato insieme ad Haruka resteranno sempre indimenticabili e forse un giorno si riconcilierà con lei. |                  |         |
| 10 | Acquazzone improvviso 「白雨」 - Hakuu | 15 marzo 2018    |         |
| 10 | Tachibana e Kondo trascorrono una mattina a una fiera del libro usato, al ritorno il direttore medita sul suo passato e sul suo sogno nel cassetto di diventare scrittore. Nell'ufficio del ristorante i due si incontrano e Tachibana gli chiede di realizzare il suo sogno, sicura che i suoi scritti le piaceranno. |                  |         |
| 11 | Acquazzone passeggero 「叢雨」 - Murasame | 22 marzo 2018    |         |
| 11 | Haruka si sente sempre più distante dalla sua amica Akira e le chiede nuovamente di tornare nel club di atletica. Chihiro ha sempre più successo con i propri romanzi e, per la trasposizione cinematografica di uno di essi, va a trovare Kondo per confidarsi con lui prima di fare questo grande passo in avanti. |                  |         |
| 12 | Dopo la pioggia 「つゆのあとさき」 - Tsuyu no atosaki | 29 marzo 2018    |         |
| 12 | Kondo è sempre più impegnato nella sede centrale perciò non può vedersi spesso con Tachibana. La ragazza insegna a Yuto, il figlio del direttore, a correre veloce per vincere la gara scolastica. La determinazione del bambino le fa capire l'importanza della volontà e Tachibana si ricorda di una sua promessa fatta ad Haruka: quella di guardare sempre insieme il cielo dopo la pioggia. Anche il direttore aveva fatto una promessa con se stesso e ne parla con Tachibana: dedicarsi per sempre alla letteratura. In un giorno di pioggia, che potrebbe essere l'ultimo in cui Tachibana e Kondo si incontrano, dopo un abbraccio si promettono di ritrovarsi insieme dopo aver adempiuto ai loro impegni, e subito la pioggia cessa. Tachibana desidera riavvicinarsi all'atletica, Haruka torna ad essere felice e Kondo termina la stesura del romanzo "L'amore, come dopo la pioggia". |                  |         |

## Accoglienza
La serie è stata nominata al nono Manga Taishō e si è classificata quarta tra i manga per lettori di sesso maschile nell'edizione del 2016 della guida Kono manga ga sugoi! di Takarajimasha.